# Jeremy Clarke (Politiker)
Jeremy Clarke, auch Jeremiah Clarke genannt, (* 1. Dezember 1605 in East Farleigh, England; † Januar 1652 in Newport, Rhode Island) war ein englischer Händler, Politiker und Offizier. Er fungierte als Präsident der Colony of Rhode Island and Providence Plantations.

## Frühe Jahre
Jeremy Clarke, Sohn von Mary Weston und William Clarke, wurde in der Regierungszeit von Jakob I. in der Grafschaft Kent geboren. Sein Großvater mütterlicherseits war Sir Jerome Weston, Baron of the Exchequer, und sein Onkel war Richard Weston, 1. Earl of Portland, Lord High Treasurer von England. Über die Jugendjahre von Jeremy Clarke wurde nichts überliefert. Clarke war Händler in London, bevor er nach Neuengland segelte. In England heiratete er Frances (Latham) Dungan, Witwe von William Dungan und Tochter von Lewis Latham. Mit ihren vier Kindern von Dungan begleitete sie Clarke in Richtung der amerikanischen Kolonien. Sie ließen sich auf Aquidneck Island (später Rhode Island genannt) nieder. Clarke wird dort das erste Mal in den Aufzeichnungen von 1638 aufgeführt. Er lebte in Portsmouth, wo er im April 1639 als einer von neun Männern ein Dokument unterzeichnete, mit dem eine Regierung gegründet werden sollte, kurz bevor er nach Newport hinzog. In Newport hielt er von 1639 bis 1649 verschiedene Ämter inne, einschließlich Treasurer, Constable und Assistant. Im März 1640 besaß er dort 116 Acres Land. Im selben Jahr ernannte man ihn zu einem von drei Männern, welche das restliche Land in Newport gestalten sollten. Im Jahr 1642 wurde er zum Lieutenant in der Miliz in Newport ernannt und im Jahr 1644 zum Captain.

## Kolonialer Präsident
Clarke fungierte 1648 als Assistant in Newport. Er wurde President Regent oder kommissarischer Gouverneur der gesamten Kolonie (vier Towns), als Anschuldigungen gegen Kolonialgouverneur William Coddington aufkamen. Coddington machte sich nicht viel aus dem Patent, welches Roger Williams 1644 von der Krone erhielt. Er setzte sich vielmehr für die Autonomie der beiden Rhode Island Towns Portsmouth und Newport ein oder sogar ihren Anschluss an die Massachusetts Bay Colony. Außerdem war Coddington ein Royalist, welcher König Karl I. unterstützte, während die meisten Siedler in Rhode Island Anhänger der Puritaner in England waren. Aus diesem und wahrscheinlich auch aus anderen Gründen, welche nicht klar in den Gerichtsakten erwähnt wurden, wurde Coddington seines Amtes enthoben und Jeremy Clarke an seiner Stelle zum Präsidenten ernannt.
Eines der wichtigsten Ereignisse in der Administration von Clarke war die Erteilung der königlichen Satzung (charter) für die Town Providence am 14. März 1649. Obwohl die erste Besiedlung schon 1636 stattfand, war dies die erste Anerkennung durch eine Regierung von dem, was als Providence Plantations in der Narragansett Bay in Neuengland bekannt war. Diese königliche Satzung gab den freien Bürgern der Town die Vollmacht und Befugnis sich selbst zu verwalten und zu regieren.
Die offiziellen Aufzeichnungen weisen nicht darauf hin, dass Clarke irgendwann eine offizielle Amtszeit als Präsident innehatte. Obwohl die Society of Friends (Quäkertum) erst nach seinem Tod gegründet wurde und sein Sohn Walter ein Mitglied dieser war, zeigen deren Aufzeichnungen, dass Jeremy Clarke im 11th month, 1651, by the street by the waterside in Newport beigesetzt wurde. Nach dem heutigen Kalender fand seine Beerdigung im Januar 1652 statt. Während die Lage seiner Grabstätte heute nicht mehr bekannt ist, steht heute in der Nähe der Grabstätte seines Sohnes Walter Clarke auf dem Clifton Burying Ground in Newport eine Governor's Grave Medallion von ihm. Seine Witwe heiratete später William Vaughan, verstarb Anfang September 1677 im Alter von 67 Jahren und wurde dann auf dem Common Burying Ground in Newport beigesetzt. Die Inschrift auf ihrem Grabstein lautet:

„Here lyeth ye body of Mrs. Frances Vaughan, Alius Clarke, ye mother of ye only children of Capt'n Jeremiah Clarke.“

## Familie
Clarke und seine Ehefrau Frances hatten sieben gemeinsame Kinder. Das älteste von ihnen war Walter Clarke, der später Kolonialgouverneur von Rhode Island wurde. Ihre älteste Tochter, Mary Clarke, heiratete John Cranston, einen anderen Kolonialgouverneur. Deren Sohn Weston Cranston war mit Mary Easton verheiratet, die eine Enkeltochter von zwei weiteren Kolonialgouverneuren, John Coggeshall und Nicholas Easton war. Das jüngste Kind von Clarke und seiner Ehefrau Frances, Sarah, war in zweiter Ehe mit dem Kolonialgouverneur Caleb Carr verheiratet.